# 후티칼파

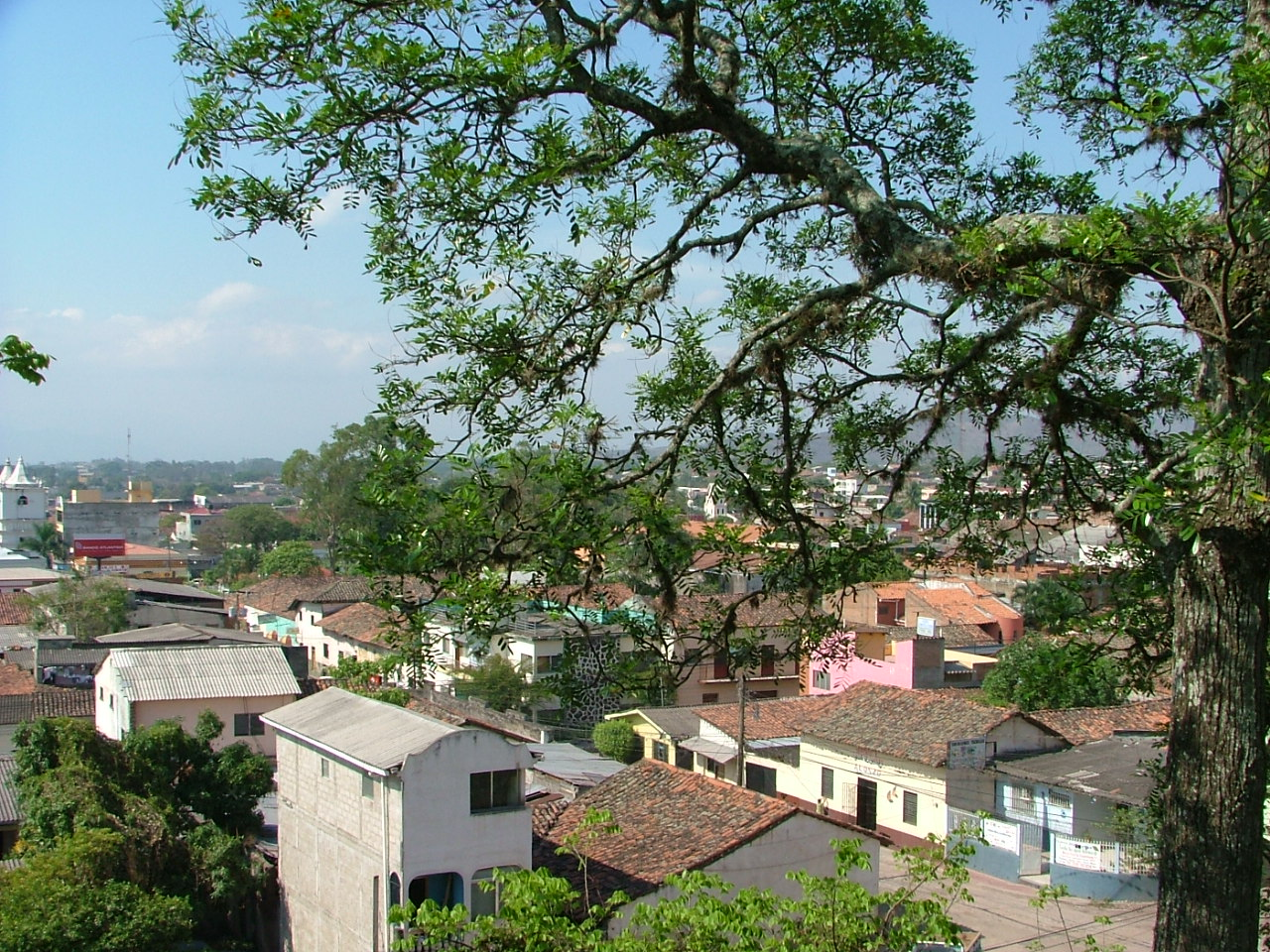
후티칼파

후티칼파(스페인어: Juticalpa)는 온두라스의 도시로 올란초 주의 주도이며 면적은 2,649.8km2, 인구는 126,030명(2001년 기준)이다.